# Kyiv not Kiev
Kyiv not Kiev (#KyivnotKiev) är en kampanj lanserad i oktober 2016 av det ukrainska utrikesdepartementet. Kampanjen drivs på sociala medier av Center for Strategic Communications StratCom Ukraine. Kampanjen uppmanar bland annat engelskspråkiga journalister och myndigheter att transkribera den ukrainska huvudstadens namn från ukrainska Київ till Kyiv och inte från ryska (Киев till Kiev) för att "under det Ryska imperiet och senare Sovjetunionen russifieringen användes som ett verktyg för att utplåna den nationella identiteten, kulturen och språket" och därför användning av det ryska namnet är "smärtsamt och oacceptabelt för det Ukrainska folket".

## Svensk stavning
Stavningen "Kyiv" är inte aktuell på svenska då den är felaktig enligt det svenska sättet att transkribera från ukrainska och blir i så fall ett sätt att anglifiera svenskan. Den korrekta svenska transkriberingen är från ukrainska Kyjiv och från ryska Kiev eller Kijev.
Enligt svensk språknorm används på svenska Kiev och Odessa (Odesa på ukrainska) samt Dnepr (inte Dnjepr eller Dnipro) för floden som även rinner genom Ryssland och Belarus. Likaså skrivs enligt en ännu äldre stavningsvana Krim, och inte Krym som det skrivs på både ukrainska och ryska. Därtill används det etablerade Tjernobyl (Tjornobyl på ukrainska) för Tjernobyls kärnkraftverk. I övrigt bör på svenska ukrainsk stavning nyttjas på städer och områden i Ukraina.